# Natasza Ziółkowska-Kurczuk
Natasza Violetta Ziółkowska-Kurczuk (ur. 1963 w Poznaniu) – polska reżyserka i scenarzystka filmowa, dziennikarka, profesor sztuki.

## Życiorys
Studiowała dziennikarstwo i kulturoznawstwo na Uniwersytecie im. Adama Mickiewicza w Poznaniu w latach 1985–1986. Od 1990 roku mieszka w Lublinie. Ukończyła studia z zakresu reżyserii w Państwowej Wyższej Szkole Filmowej, Telewizyjnej i Teatralnej im. Leona Schillera w Łodzi w 1991 roku, tytuł magistra uzyskała w 2001 roku. Stopień doktora sztuk filmowych (właściwie kwalifikacje I stopnia) uzyskała tamże w 2002 roku. Habilitowała się tamże w dziedzinie sztuk filmowych w 2012 roku. 22 kwietnia 2021 roku uzyskała tytuł profesora sztuki w dyscyplinie sztuk filmowych i teatralnych.
Pracuje w Katedrze Dziennikarstwa Uniwersytetu Marii Curie-Skłodowskiej w Lublinie. Od 2016 roku jest ekspertką w Zespole Sztuki Polskiej Komisji Akredytacyjnej.

## Nagrody i odznaczenia
- Srebrny Krzyż Zasługi (2004)[4]
- Polska Nagroda Filmowa za muzykę do filmu Komeda, Komeda... (2013)[4]
- Medal Prezydenta Lublina (2013)[4]
- Medal Komisji Edukacji Narodowej (2014)[4]
- Nagroda Artystyczna Miasta Lublin za rok 2013 (2014)[4]
- Medal 700-lecia Miasta Lublin (2017)[4]
- Złoty Krzyż Zasługi (2019)[4]

## Twórczość
Zajmuje się reżyserią filmową, tworzy scenariusze filmowe, jest dziennikarką. Publikowała swoje reportaże w czasopiśmie „Wprost” i w „Radarze”. Tworzyła m.in. filmy dokumentalne i widowiska telewizyjne związane tematycznie z Lublinem.

### Filmografia
- Nasza mama czarodziejka (1995)[4]
- Było miasteczko (1998)[4]
- Stachury miasto przeklęte (1999)[4]
- Magiczne miasto (2000)[4]
- Nasz wujek ks. Karol Wojtyła (2001)[4]
- Święty Stanisław (2003)[4]
- Jadwiga Smosarska (2008)[4]
- Stand by (2011)[4]
- Sześć postaci (2011)[4]
- W Nowicy na końcu świata (2009)[4]
- Komeda, Komeda... (2012)[4]
- Śladami Singera (2013)[4]
- Twarze nieistniejącego miasta (2013)[4]
- Granatowy zeszyt (2013)[4]
- Zawód fotograf (2015)[4]
- Lustra Leszka Mądzika (2015)[4]
- W szumie gwiazd jestem (2017)[4]
- Kawiarnia (2018)[4]
- Tomek Kawiak (2018)[4]
- Lwów: miasto i ludzie niepodległej (seria dokumentalna, 2018)[4]
- Galicja: miasta i ludzie (seria dokumentalna, 2019)[4]
- Henryk Wieniawski – człowiek i dzieło (2020)[4]
- Tatarzy polscy (seria dokumentalna, 2021)[4]